# Rond-point de Rennes
Le rond-point de Rennes est un important carrefour de Nantes. 

## Situation et accès
Ce rond-point, situé à la limite des quartiers Hauts-Pavés - Saint-Félix et Breil - Barberie, en France, se trouve au croisement de deux axes importants : d'une part, le boulevard Robert-Schuman, au nord, la rue Paul-Bellamy, au sud (tous deux anciens tronçons de la route de Rennes) ; d'autre part, le boulevard des Frères-de-Goncourt à l'est, et le boulevard Lelasseur à l'ouest, formant deux tronçons des « boulevards de ceinture ».
Le rond-point dispose d'un arrêt Rond-point de Rennes desservi par les lignes C2, 10, 12, 23 et 26 du réseau TAN et par des lignes du réseau régional Aléop.